# Rufus (film)
A Rufus 2016-ban bemutatott amerikai-kanadai  film, amelyet Savage Steve Holland rendezett. A forgatókönyvet Bill Motz és Bob Ruth írták. A producere Amy Sydorick. A főszerepben Jace Norman, Davis Cleveland, Haley Tju, Noel Johansen, Chad Riley és Lisa Durupt láthatóak. A zeneszerzője Zack Ryan. A tévéfilm gyártója a Pacific Bay Entertainment és a Nickelodeon Movies, forgalmazója a 	Nickelodeon Network. Műfaja akciófilm és filmvígjáték.
Amerikában 2016. január 18-án, Magyarországon 2016. június 12-én mutatták be a Nickelodeonon.
Egy fiú kutyája, Rufus egy rejtélyes nyakörv miatt átmenetileg fiúvá változik.

## Cselekmény
Manny (Davis Cleveland) átiratkozik egy új iskolába egy másik városba. Nagyon ideges, hogy nem lesznek új barátai az első iskolai napon. Először találkozik Paige-dzsel (Haley Tju), egy különc iskolai riporterrel, aki segít Mannynek az új iskolában tett túráján. Mannynek nincs szerencséje, hogy első alkalommal jó napja legyen ebben az iskolában, mivel egy figyelemelterelés miatt megbotlik, és egy vödör kék festék esik rá. Hazaérve Manny arról beszél a szüleinek, hogy milyen kínos volt az első napja az iskolában, és azt mondja, hogy soha többé nem akar visszamenni, de a szülei észhez térítik.
Manny, hogy egy kicsit megnyugtassa az idegeit, sétálni megy, hogy focizni tudjon a legjobb barátjával, és Rufus nevű kutyájával. Játékuk során a labda egy kis tóba esik, aminek következtében Rufus nekifut, de közben a kutyus talál egy furcsa nyakörvet, és Manny megengedi neki, hogy az övé legyen. Az új otthonában töltött első éjszaka alatt Manny arról beszél Rufusnak, hogy milyen jó lenne, ha a kutya mellett lenne egy igazi legjobb barátja. Az éjszaka folyamán a nyakörv kicsit fényes lesz, közben Rufus másnapra emberré változik. Amikor Manny felébred, meglepődve látja, hogy az ágyán fekszik az emberré vált Rufus (Jace Norman).
Napközben az emberré vált Rufus továbbra is kutyaként viselkedik, ami megnehezíti Manny dolgát, hiszen titokban kell tartania, mielőtt komoly bajba kerülne. Manny nem tudja, mit tegyen, ezért úgy dönt, hogy beíratja Rufust az iskolájába, kockára téve ezzel a kutya identitását.
Manny szeretne népszerű lenni az iskolában, és ebben segít, hogy Rufus mindig bohóckodik,  például kergeti a mókusokat, elkapja a repülő korongokat, és hogy az iskolai focicsapat kapusaként ő lesz a sztárjátékos. Rufus annyira népszerűvé válik, hogy Manny féltékeny lesz rá.
Közben azonban egy gengszterbanda egy amulettet keres (amiről Manny azt hitte, hogy nyakörv), és az iskolai bálon rájönnek, hogy az a két „fiú” birtokában van. A banda elhatározza, hogy elrabolja Mannyt, hogy Rufust a rejtekhelyükre csalja.
Nem sokkal később Manny, Paige és Rufus csapdába esnek egy raktárban, ahol a csapat bűnöző vissza akarja szerezni a nyakláncot, ami valamiért nagyon különleges számukra.
Egy gengszter nyilat lő Paige-re, de Rufus megmenti őt, közben azonban a lánc eltörik. Ennek hatására a lánc elveszti varázserejét, Rufus pedig visszaváltozik kutyává.
Manny végül megérti, hogy legjobb barátja hűsége örökre szól, és azt mondja neki, hogy elfogadja őt olyannak, amilyen addig volt, kutyának.

## Szereplők
| Szereplő     | Színész         | Magyar hang            |
| ------------ | --------------- | ---------------------- |
| Rufus        | Jace Norman     | Pál Dániel Máté        |
| Manny Garcia | Davis Cleveland | Császár András         |
| Paige        | Haley Tju       | Lamboni Anna           |
| Mr. Black    | Noel Johansen   | Szatory Dávid          |
| Apa          | Chad Riley      | Dolmány Attila         |
| Anya         | Lisa Durupt     | Tornyi Ildikó          |
| Shaydo       | Yvonne Chapman  | Tarr Judit             |
| Dimsum       | Paul Belsito    | Pavletits Béla         |
| Devon        | Darien Provost  | Ifj. Boldog Gábor      |
| Samantha     | Sidney Grigg    | Károlyi Lili           |
| Chang        | Curtis Lum      | Horváth-Töreki Gergely |
| Sofőr        | Glenn Ennis     | Fehérváry Márton       |
| Ms. Dunlop   | Jocelyne Loewen | Udvarias Anna          |
| Dj           | J. Alex Brinson | Oroszi Tamás           |
| Férfi        | ?               | Sörös Miklós           |
| Festő        | ?               | Orgován Emese          |
| Festő        | ?               | Vámos Mónika           |
| Fiú          | ?               | Szabó Andor            |
| Mókus        | ?               | Bálint Adrienn         |
| Bemondó      | ?               | Schmidt Andrea         |

## Magyar változat
- Magyar szöveg: Kwaysser Erika
- Hangmérnök és vágó: Házi Sándor
- Gyártásvezető: Újréti Zsuzsa
- Szinkronrendező: Somló Andrea Éva
- Produkciós vezető: Koleszár Emőke

## Fordítás
- Ez a szócikk részben vagy egészben  a   Rufus, un amigo fiel (película para televisión) című spanyol Wikipédia-szócikk fordításán alapul.  Az eredeti cikk szerkesztőit annak laptörténete sorolja fel. Ez a jelzés csupán a megfogalmazás eredetét és a szerzői jogokat jelzi, nem szolgál a cikkben szereplő információk forrásmegjelöléseként.